# Theodor Abt

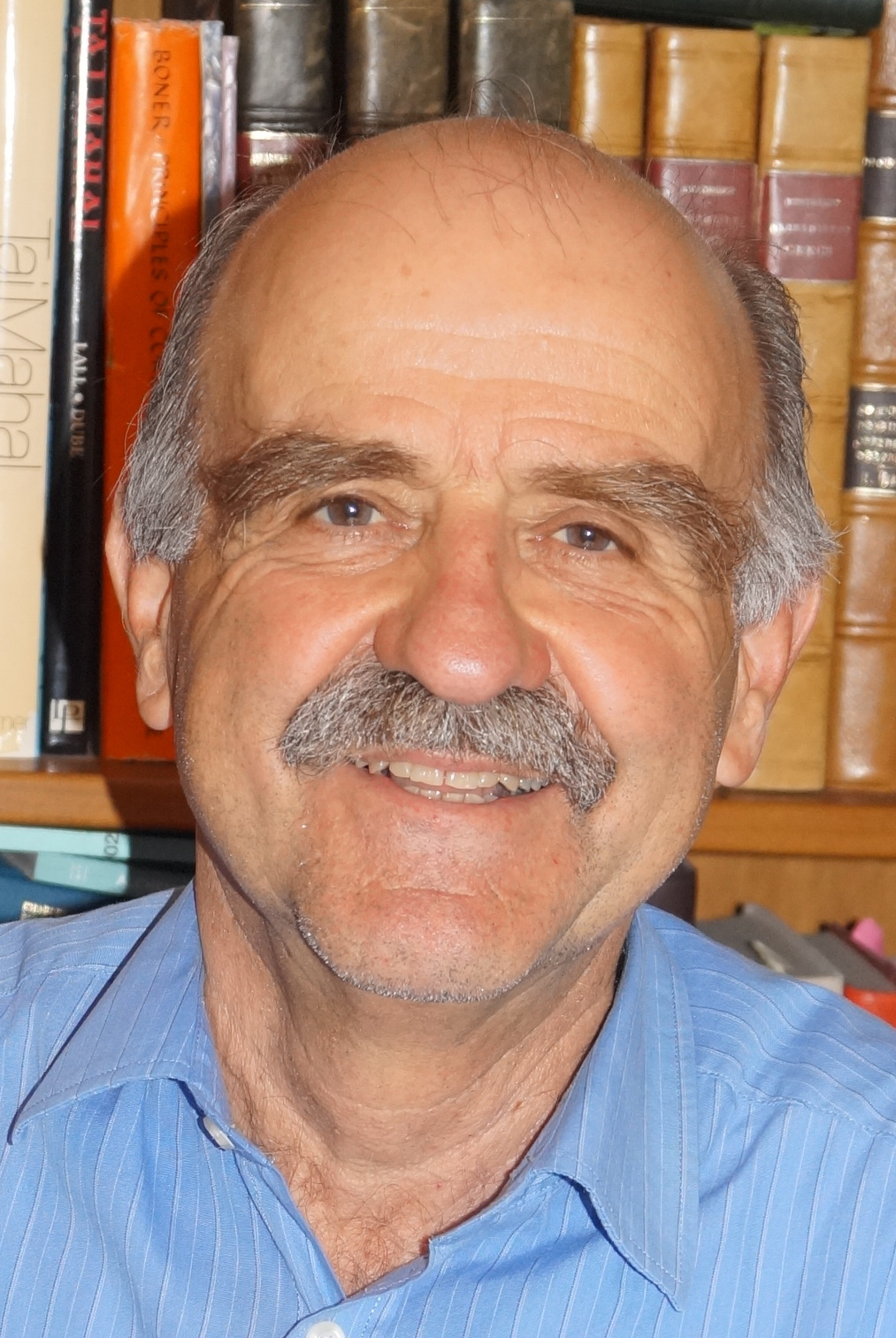
Theodor Abt (2015)

Theodor Abt (* 16. Januar 1947 in Zürich) ist ein Schweizer Agrarsoziologe und Tiefenpsychologe. Seine Forschungsarbeit konzentriert sich auf das Verhältnis der Aussenwelt mit den Notwendigkeiten der inneren, unbewussten Welt.

## Leben und beruflicher Werdegang

### Agrarsoziologe
Theodor Abt erlangte 1972 das Diplom als Ingenieur-Agronom an der ETH Zürich. Von 1973 bis 1979 war er am Institut für Agrarwirtschaft Leiter von zwei regionalen Entwicklungskonzepten für die zwei Schweizer Bergregionen Kanton Uri und Zürcher Berggebiet. 1977 wurde er an der ETH Zürich beim Historiker Albert Hauser über eine Arbeit zum Thema «Entwicklungsplanung ohne Seele?» promoviert. Ab 1979 betreute er den Fachbereich Land- und Agrarsoziologie am Institut für Agrarwirtschaft. Im Jahr 1983 wurde er an der ETH Zürich zum Thema «Fortschritt ohne Seelenverlust» habilitiert. Ab 1987 arbeitete er auch an der Abteilung Umweltnaturwissenschaften (heutiges Departement Umweltsystemwissenschaften) in Forschung und Lehre im Bereich der Mensch-Umwelt-Beziehung, u. a. als Betreuer akademischer Arbeiten dort. 1990 wurde Abt zum Titularprofessor für Agrarsoziologie ernannt. Von 1990 bis 2011 hielt er u. a. eine Vorlesung über Archetypische Träume zur Umweltproblematik. 2012 wurde Abt in den Ruhestand versetzt.

### Tiefenpsychologe
Parallel zum Studium als Ingenieur Agronom absolvierte Theodor Abt eine Ausbildung in analytischer Psychologie am C. G. Jung-Institut Zürich, die er 1975 mit dem Diplom abschloss. Danach arbeitete er als Analytiker in privater Praxis. Von 1982 bis 1995 war er Lehr- und Kontrollanalytiker, von 1983 bis 1988 Mitglied des Stiftungsrats des C. G. Jung-Instituts Zürich. Seit 1994 ist er Mitglied der Leitung des von ihm mitbegründeten Forschungs- und Ausbildungszentrums für Tiefenpsychologie nach C. G. Jung und Marie-Louise von Franz in Zürich.

### Privates und Sonstiges
Theodor Abt ist Bürger von Bünzen (Aargau) und Zürich. Er ist mit der Analytischen Psychologin Regina Abt-Baechi verheiratet und hat zwei Töchter.
Seit 1988 hat er das Amt des Präsidenten der Gesellschaft der Freunde der Ägyptischen Königsgräber inne. 2008 wurden Abt und 37 weitere Persönlichkeiten zu neuen Botschaftern des Kantons Uri ernannt (die Zahl der Botschafter des Kantons Uri wurde damit auf 73 erhöht).

## Forschungsschwerpunkte
- Übersetzungen alchemistischer Werke aus dem Arabischen in Zusammenarbeit mit den Arabisten Peter Starr (1967–, Technische Universität Istanbul İTÜ) und Wilferd Madelung (1930–2023, Universität Oxford). Abt kommentiert die alchemistischen Texte aus Sicht der analytischen Psychologie bezüglich ihres Symbolgehaltes, um deren Inhalte so dem modernen Bewusstsein zugänglich zu machen. Publiziert werden die kritisch edierten und übersetzten Texte und Deutungen in der Reihe CALA (Corpus Alchemicum Arabicum) im Verlag Living Human Heritage Publications, Zürich.
- Übersetzungen ägyptischer Jenseitsbücher in Zusammenarbeit mit dem Basler Ägyptologen Erik Hornung. Auch diese kommentiert er aus Sicht der analytischen Psychologie bezüglich ihres Symbolgehaltes, um so deren Aussagen heute wieder verständlich zu machen. Publiziert werden die englisch übersetzten Grabinschriften und Deutungen ebenfalls im Verlag Living Human Heritage Publications, Zürich.
- Methodik der Bilderdeutung und deren Anwendung in der therapeutischen Praxis. Da diese allgemein auf Symbolik in der bildenden Kunst anwendbar ist, setzte sie Theodor Abt auch bei der Deutung der archäologischen Funde (Steinrunde und Doppelpfeiler) des Göbekli Tepe (Kulturwandel in Anatolien zu Beginn der Neolithischen Revolution) ein sowie bei der Ausstellungskonzeption (mit United Exhibits) von Dawn of the Human Spirit, um so Bedeutungen paläolithischer Felsmalereien herauszuarbeiten. Die Ausstellung eröffnete im Mai 2000 im Kölner Zoo und wanderte zwischen 2000 und 2004 in Deutschland und Amerika.
- Archetypische Dimension kollektiv bedeutsamer Zeitfragen. Dass archetypische Träume eine Antwort oder Leitbilder auf aktuelle auch überpersönliche Probleme bereithalten können, wurde Theodor Abt in seiner Tätigkeit als Begleiter von Entwicklungsprojekten deutlich. Dies postulierte er in seiner Dissertation und seiner Habilitationsschrift und wandte es in Artikeln zu Fragen der Regionalentwicklung und ländlichen Entwicklung an sowie in seinem 2014 erschienenen Buch «Dunkle Wolken über Europa».

## Schriften

### Bücher
- Entwicklungsplanung ohne Seele? Sozio-ökonomische und psychologische Aspekte der Entwicklungsplanung im Berggebiet (= Europäische Hochschulschriften. Reihe 29: Sozialökonomie. Band 6). Mit einem Geleitwort von Josef Brücker, Nachwort von Marie-Louise von Franz. Lang, Bern/Frankfurt am Main 1978, ISBN 3-261-03082-8 (Dissertation, ETH Zürich, 1977, doi:10.3929/ethz-a-000130150).
- Fortschritt ohne Seelenverlust: Versuch einer ganzheitlichen Schau gesellschaftlicher Probleme am Beispiel des Wandels im ländlichen Raum. Hallwag, Bern 1983, ISBN 3-85630-637-4 (Habilitationsschrift, ETH Zürich, 1983); 2. Auflage 1988, ISBN 978-3-85630-637-3.
- Introduction to Picture Interpretation According to C. G. Jung. Living Human Heritage Publications, Zürich 2005, ISBN 3-9522608-2-7.[5]
- Wissen und Ahnung. Landentwicklung mit Seelengewinn. Erweiterte Fassung einer Vortragsreihe zum Niederalteicher Zukunftsforum Land 2005. Landvolkshochschule St. Gunther, Niederalteich 2007, ISBN 978-3-85630-739-4.
- Dunkle Wolken über Europa. Unbewusste Hintergründe einer totalitären Gefahr. Living Human Heritage Publications, Zürich 2014, ISBN 978-3-9523880-4-4. Englische Übersetzung im selben Verlag: Dark Clouds over Europe.  The latent danger of renewed tyranny, ISBN 978-3-9523880-8-2. Zurich 2014.
- Archetypische Träume in unserer Zeit. Vorträge und Artikel 1978–1995. Mit einer Einleitung von Hans Primas und einem Nachwort von Marie-Louise von Franz, ISBN 978-3-9524468-1-2. Zürich 2017.

Zur arabischen Alchemie
- Muhammad Ibn Umail: Book of the Explanation of the Symbols. Kitāb Ḥall ar-Rumūz (= Corpus Alchemicum Arabicum. Bd. I). Edited by Theodor Abt, Wilferd Madelung, Thomas Hofmeier, with Introduction by Theodor Abt. Living Human Heritage Publications, Zürich 2003, ISBN 3-9522608-1-9.
- Muḥammad Ibn Umail: Book of the Explanation of the Symbols. Kitāb Ḥall ar-Rumūz (= Corpus Alchemicum Arabicum. Bd. I A). Psychological Commentary by Marie-Louise von Franz. Edited by Theodor Abt. Living Human Heritage Publications, Zürich 2006, ISBN 3-9522608-3-5.
- Muḥammad Ibn Umail: Book of the Explanation of the Symbols. Kitāb Ḥall ar-Rumūz (= Corpus Alchemicum Arabicum. Bd. I B). Psychological Commentary by Theodor Abt. CALA IB (Corpus Alchemicum Arabicum IB), Living Human Heritage Publications, Zürich 2009, ISBN 978-3-9522608-8-3.
- Muḥammad Ibn Umail: The Pure Pearl and other texts by Muhammad Ibn Umail. Ad-Durra an-naqīya, As-Sīra an-naqīya, Al-Qașīda al-Mīmīya, Al-Mabāqil as-sab'a (= Corpus Alchemicum Arabicum. Bd. V). Arabic Edition by Wilferd Madelung with an Introduction by Theodor Abt. Translation by Salwa Fuad and Theodor Abt. Living Human Heritage Publications, Zürich 2019, ISBN 978-3-9524468-3-6.
- Zosimos of Panopolis: The Book of Pictures. Muṣḥaf aṣ-Ṣuwar (= Corpus Alchemicum Arabicum. Bd. II.1). Edition of the Pictures and Introduction by Theodor Abt. Living Human Heritage Publications, Zürich 2007, ISBN 978-3-9522608-6-9.
- Zosimos of Panopolis: The Book of Pictures. Muṣḥaf aṣ-Ṣuwar (= Corpus Alchemicum Arabicum. Bd. II.2). Edited with an Introduction by Theodor Abt. Translation by Salwa Fuad and Theodor Abt. Living Human Heritage Publications, Zürich 2011, ISBN 978-3-9522608-7-6.[6]
- Zosimos of Panopolis: The Book of the Keys of the Work. Kitāb Mafātīḥ aṣ-ṣan'a (= Corpus Alchemicum Arabicum. Bd. III). Arabic Facsimile and English Translation. Edited with an Introduction by Theodor Abt. Living Human Heritage Publications, Zürich 2016, ISBN 978-3-9523880-6-8.

Zur Ägyptologie
- Knowledge for the Afterlife. The Egyptian Amduat – A Quest for Immortality. Living Human Heritage Publications, Zürich 2003, ISBN 3-9522608-0-0.
- The Egyptian Amduat. The Book of the Hidden Chamber. Translated by David Warburton, revised and edited by Erik Hornung and Theodor Abt. Living Human Heritage Publications, Zürich 2007, ISBN 978-3-9522608-4-5.
- The Egyptian Book of Gates. Translated by Erik Hornung in collaboration with Theodor Abt. Living Human Heritage Publications, Zürich 2014, ISBN 978-3-9523880-5-1.
- Tutankhamun - Reviving Egypt’s Past for the Future. The Story of the Facsimile of the Tomb of Tutankhamun and the Meaning of the Pictures in its Burial Chamber. Living Human Heritage Publications, Zürich 2016, ISBN 978-3-9523880-9-9. Deutsche Übersetzung: Tutanchamun - Eine Zukunft für Ägyptens Vergangenheit. Die Geschichte des Nachbaus von Tutanchamuns Grab und die Bedeutung der Bilder in seiner Grabkammer. Übersetzung aus dem Englischen von Bruno Sandkühler und Theodor Abt, Living Human Heritage Publications, ISBN 978-3-9524468-5-0, Zürich 2016.

### Artikel
- Wohlstand und/oder Lebensqualität. Vortrag, gehalten an der Herbsttagung 1978, Kongresshaus Zürich, 30. November 1978, doi:10.3929/ethz-a-004501145.
- Planung ohne Schatten? Vom Umgang mit komplexen Problemen. Vortrag, gehalten am internationalen Kongress für analytische Psychologie 1986 in Berlin, doi:10.3929/ethz-a-004529799.
- Auf der Suche nach einem Dialog mit der Natur. Leitbilder aus der Innenwelt zum Übergang in eine nachhaltige Gesellschaft. In: GAIA. ISSN 0940-5550, Bd. 1, 1992, H. 6, S. 318–332.
- Dorferneuerung mit Seelengewinn. Vortrag, gehalten in Krems, anlässlich des 10-jährigen Jubiläums der Dorferneuerung von Niederösterreich, im Mai 1995. Langversion ursprünglich veröffentlicht in «Dorferneuerung International Wien», Juli 1996, doi:10.3929/ethz-a-004364536.
- Gesundheitssektor als Wachstumspotential in ländlichen Gebieten aus psychosozialer Sicht. Basierend auf einem Vortrag, gehalten am 5. Oktober 2000 in Aying, München, doi:10.3929/ethz-a-004318998.
- Vom Umgang mit Leben – und seiner Erschaffung. In: GAIA. Bd. 11, H. 1 (März 2002), S. 16.
- Göbekli Tepe. Kulturelles Gedächtnis und das Wissen der Natur. In: Zeitschrift für Orient-Archäologie. Bd. 7, 2014, S. 90–124.

- The Corpus Alchemicum Arabicum (CALA) Project. A Swiss Research Project Honours Prof. Dr Fuat Sezgin. In: M. C. Kaya, N. Özdemir & G. Aksoy (Eds., 2023): The 2nd International Prof. Dr. Fuat Sezgin Symposium on History of Science in Islam Proceedings Book (pp. 299-310). Istanbul University Press, https://doi.org/10.26650/PB/10.26650/PB/AA08.2023.002.023.